# Salamandrar
Salamandrar (Salamandridae) är en familj stjärtgroddjur som ofta är akvatiska, i synnerhet under lektiden, men som oftast tillbringar vintern ovan vatten, nergrävda bland löv eller mull.

## Utbredning
Salamandrar har flera från varandra skilda utbredningsområden. Flera arter förekommer i Europa och nordvästra Asien från centrala Skandinavien och centrala Finland söderut samt österut till Uralbergen och Kaspiska havet. Salamandrar hittas även i Afrika norr om Atlasbergen.
I östra Asien förekommer de främst i södra Kina och i Japan. Familjen har] två stora populationer i Nordamerika: En i östra USA och nordöstra Mexiko samt en något mindre population väster om Klippiga bergen vid Stilla havet (Kanada och USA). Några små populationer hittas direkt öster om bergskedjan.

## Utseende
De flesta salamandrar blir inte längre än 20 cm med svans, och större medlemmar är vanligen omkring 35 cm långa. Vuxna individer andas med lungor, inga gälar och inga öppningar för gälarna finns kvar. Ett undantag är fullt utvecklade exemplar av vattensalamandrar (Triturus) och släktet Notophthalmus som har några kännetecken av larvstadiet kvar (pedomorfos). Äggens befruktning sker inuti honans kropp.
Flera arter har körtlar på kroppen som avsöndrar ett giftigt sekret. De har ofta ett mönster av varningsfärger som kan vara otydligt under vissa årstider. Arternas hud är fuktig och slemig. Den bär inga fjäll.

## Ekologi
Beroende på art lever de vuxna djuren på land eller i vattnet. Ynglens utveckling sker alltid i vattnet. När en hona är parningsberedd bevakas hon av en hane som går i cirklar eller driver henne till en avskild plats. Hos några arter hålls honan fast vid kopulationen. Jämfört med ödlor har salamandrar på land långsamma rörelser.

## Taxonomi
Släktena Chioglossa, Lyciasalamandra, Mertensiella och Salamandra är grupperade i underfamiljen Salamandrinae, medan övriga släkten grupperas i Pleurodelinae.
I Norden representeras de av släktet Triturus som har det svenska trivialnamnet vattensalamandrar eller felaktigt vattenödlor. Inom detta släkte förekommer de två arterna större vattensalamander (T. cristatus) och bergvattensalamander (T. alpestris) i Norden. Till samma släkte räknades förr den mindre vattensalamandern, (Lissotriton vulgaris), som numera räknas till släktet Lissotriton. Även denna förekommer i Norden.
Familj SALAMANDRIDAE
- Underfamilj Pleurodelinae
  - Släkte Calotriton - 2 (1) arter
    - Pyreneisk bergsalamander – C. asper

  - Släkte Cynops - 7 arter
    - Svärdsvansad eldbukssalamander – C. ensicauda
    - Kinesisk eldbukssalamnder – C. orientalis
    - Japansk eldbukssalamander – C. pyrrhogaster

  - Släkte Echinotriton - 2 arter
  - Släkte Euproctus - 2 (3) arter
    - Korsikansk bergsalamander E. montanus
    - Sardinsk bergsalamander E. platycephalus
    - Pyreneisk bergsalamander Calotriton asper även känd som E. asper

  - Släkte Lissotriton - 5 arter
  - Släkte Neurergus - 4 arter
  - Släkte Notophthalmus - 3 arter
    - Östlig rödprickig salamander – N. viridescens

  - Släkte Ommatotriton - 2 arter
  - Släkte Pachytriton - 2 arter (som kanske kommer utökas med 4 arter som ej är komplett beskrivna ännu.)
  - Släkte Paramesotriton - 7 arter
  - Släkte Pleurodeles - 3 arter
    - Spansk revbensalamander – P. waltl

  - Släkte Salamandrina - 2 arter
    - Glasögonsalamander – S. terdigitata
    - Nordlig glasögonsalamander – S. perspicillata

  - Släkte Taricha - 3 arter
    - Vårtskinnad salamander – T. granulosa
    - Kalifornisk rödbukig vattensalamander – T. rivularis
    - Kalifornisk salamander – T. torosa

  - Släkte vattensalamander (Triturus) - 7 arter
  - Släkte Tylototriton - 8 arter
- Underfamilj Salamandrinae
  - Släkte Chioglossa - 1 art
    - Guldstrimlig salamander – C. lusitanica

  - Släkte Lyciasalamandra - 7 arter
    - Lyciasalamandra helverseni
    - Lykisk salamander – L. luschani

  - Släkte Mertensiella - 1 art
  - Släkte Salamandra - 6 arter